# Campeonato Paulista de Futebol de 2010 - Série A1
O Campeonato Paulista de Futebol de 2010 foi a 70.ª edição do campeonato organizado pela Federação Paulista de Futebol da principal divisão do futebol paulista. A disputa ocorreu entre janeiro e maio e o regulamento foi similar ao dos anos anteriores. O Santos se sagrou campeão do torneio após vencer o primeiro jogo das finais contra o Santo André por 3 a 2 e perder pelo mesmo placar no jogo de volta, que, como na partida de ida, foi disputado no Estádio do Pacaembu. Como havia terminado em melhor posição na fase anterior, o Santos levou a taça.
Como nos últimos anos, houve uma cerimônia de abertura do campeonato, tendo a partida entre o campeão da Série A1 (Corinthians) e o campeão da Série A2 (Monte Azul), ambos de 2009.

## Regulamento

### Primeira fase
O "Paulistão" foi disputado por 20 clubes em turno único. Todos os times jogaram entre si uma única vez. Os quatro primeiros colocados se classificaram para a fase final e os quatro últimos foram rebaixados para a Série A2 de 2011. O campeão e o vice campeão tiveram o direito de disputar a Copa do Brasil de 2011.

#### Critérios de desempate
Caso houvesse empate de pontos entre dois clubes, os critérios de desempates seriam aplicados na seguinte ordem:
1. Número de vitórias
2. Saldo de gols
3. Gols marcados
4. Confronto direto
5. Número de cartoes vermelhos
6. Número de cartoes amarelos

### Fase final
Foi disputada uma fase eliminatória (conhecida como "mata-mata"), sendo partidas de ida e volta onde o primeiro colocado enfrentou o quarto colocado e o segundo colocado enfrentou o terceiro colocado. Os vencedores se enfrentaram na final, também em partidas de ida e volta, definindo assim o campeão.

#### Critérios de desempate
1. Saldo de gols
2. Desempenho na primeira fase

## Televisão
Desde 2004, a Rede Globo detém os direitos de transmissão para TV aberta, a cabo e de comercialização para o exterior do Campeonato Paulista. A Globo e suas afiliadas no estado transmitem apenas os jogos que são realizados as quartas-feiras as 21h50 e aos domingos as 16h, por motivos de programação da emissora. O SporTV transmite dois (três) jogos de horários diferentes em "sinal aberto" para todo o Brasil, sendo que o resto da rodada é transmitido apenas em pay-per-view pelo plano Sócio PFC e em VT durante a programação. No caso da fase final, o SporTV transmite todos os jogos, e não será necessário o PPV.
Mesmo com a garantia de exclusividade, a Rede Globo divide os direitos transmissão a outras emissoras, com a garantia de transmitir os mesmos jogos. A Rede Bandeirantes transmitirá pelo quarto ano consecutivo.
Existe uma restrição onde não se pode transmitir uma partida ao vivo para a mesma cidade onde se realiza (exceto alguns clássicos e a fase final), pelo risco de esvaziamento dos estádios. Ao contrário do Brasileirão, a restrição não é válida no SporTV ficabos (inclusive no "sinal aberto").

## Participantes
| Equipe      | Cidade              | Em 2009        | Técnico            | Estádio                   | Capacidade | Títulos (mais recente) |
| ----------- | ------------------- | -------------- | ------------------ | ------------------------- | ---------- | ---------------------- |
| Botafogo    | Ribeirão Preto      | 15º (Série A1) | José Galli Neto    | Santa Cruz                | 28.562     | 0 (não possui)         |
| Bragantino  | Bragança Paulista   | 10º (Série A1) | Marcelo Veiga      | Nabi Abi Chedid           | 13.212     | 1 (1990)               |
| Corinthians | São Paulo           | 1º (Série A1)  | Mano Menezes       | Pacaembu                  | 37.952     | 26 (2009)              |
| Ituano      | Itu                 | 13º (Série A1) | Mazola Júnior      | Novelli Júnior            | 16.405     | 1 (2002)               |
| Mirassol    | Mirassol            | 7º (Série A1)  | Pintado            | José Maria de Campos Maia | 14.534     | 0 (não possui)         |
| Mogi Mirim  | Mogi Mirim          | 16º (Série A1) | José Carlos Serrão | Papa João Paulo II        | 19.900     | 0 (não possui)         |
| Monte Azul  | Monte Azul Paulista | 1º (Série A2)  | Márcio Bittencourt | Ninho do Azulão           | 11.109     | 0 (não possui)         |
| Oeste       | Itápolis            | 14º (Série A1) | João Ricardo       | Amaros                    | 16.143     | 0(Não possui)          |
| Palmeiras   | São Paulo           | 3º (Série A1)  | Muricy Ramalho     | Palestra Itália           | 29.876     | 22 (2008)              |
| Paulista    | Jundiaí             | 12º (Série A1) | Wagner Lopes       | Jayme Cintra              | 14.771     | 1 Copa do Brasil 2005  |
| Ponte Preta | Campinas            | 9º (Série A1)  | Sérgio Guedes      | Moisés Lucarelli          | 19.728     | 0 (não possui)         |
| Portuguesa  | São Paulo           | 5º (Série A1)  | Vágner Benazzi     | Canindé                   | 21.004     | 3 (1973)               |
| Prudente    | Presidente Prudente | 8º (Série A1)  | Vinícius Eutrópio  | Prudentão                 | 44.414     | 0 (não possui)         |
| Rio Branco  | Americana           | 2º (Série A2)  | Ademir Fonseca     | Décio Vitta               | 12.765     | 0 (não possui)         |
| Rio Claro   | Rio Claro           | 3º (Série A2)  | Agnaldo Liz Souza  | Schmitão                  | 15.969     | 0 (não possui)         |
| Santo André | Santo André         | 6º (Série A1)  | Sérgio Soares      | Bruno José Daniel         | 15.157     | 0 (não possui)         |
| Santos      | Santos              | 2º (Série A1)  | Dorival Júnior     | Vila Belmiro              | 21.256     | 18 (2010)              |
| São Caetano | São Caetano do Sul  | 11º (Série A1) | Roberto Fonseca    | Anacleto Campanella       | 16.744     | 1 (2004)               |
| São Paulo   | São Paulo           | 4º (Série A1)  | Ricardo Gomes      | Morumbi                   | 67 428     | 20 (2005)              |
| Sertãozinho | Sertãozinho         | 4º (Série A2)  | Paulo Comelli      | Frederico Dalmaso         | 15.078     | 0 (não possui)         |

### Primeira fase
| Paulistão 2010 - Primeira fase | Paulistão 2010 - Primeira fase | Paulistão 2010 - Primeira fase | Paulistão 2010 - Primeira fase | Paulistão 2010 - Primeira fase | Paulistão 2010 - Primeira fase | Paulistão 2010 - Primeira fase | Paulistão 2010 - Primeira fase | Paulistão 2010 - Primeira fase | Paulistão 2010 - Primeira fase | Paulistão 2010 - Primeira fase | Paulistão 2010 - Primeira fase | Paulistão 2010 - Primeira fase |
| Time | Time                           | Pts                            | J                              | V                              | E                              | D                              | GP                             | GC                             | SG                             | %                              |                                |                                |
| --- | ------------------------------ | ------------------------------ | ------------------------------ | ------------------------------ | ------------------------------ | ------------------------------ | ------------------------------ | ------------------------------ | ------------------------------ | ------------------------------ | ------------------------------ | ------------------------------ |
| 1 | Santos                         | 47                             | 19                             | 15                             | 2                              | 2                              | 61                             | 24                             | +37                            | 82                             |                                |                                |
| 2 | Santo André                    | 37                             | 19                             | 11                             | 4                              | 4                              | 45                             | 27                             | +18                            | 64                             |                                |                                |
| 3 | Grêmio Prudente*               | 37                             | 19                             | 11                             | 4                              | 4                              | 34                             | 28                             | +6                             | 64                             |                                |                                |
| 4 | São Paulo                      | 36                             | 19                             | 11                             | 3                              | 5                              | 41                             | 19                             | +22                            | 63                             |                                |                                |
| 5 | Corinthians                    | 35                             | 19                             | 10                             | 5                              | 4                              | 32                             | 18                             | +14                            | 61                             |                                |                                |
| 6 | Portuguesa                     | 31                             | 19                             | 9                              | 4                              | 6                              | 29                             | 20                             | +9                             | 54                             |                                |                                |
| 7 | Botafogo                       | 31                             | 19                             | 9                              | 4                              | 6                              | 27                             | 25                             | +2                             | 54                             |                                |                                |
| 8 | São Caetano                    | 27                             | 19                             | 8                              | 3                              | 8                              | 30                             | 25                             | +5                             | 47                             |                                |                                |
| 9 | Oeste*                         | 26                             | 19                             | 6                              | 8                              | 5                              | 27                             | 26                             | +1                             | 45                             |                                |                                |
| 10 | Ponte Preta                    | 25                             | 19                             | 7                              | 4                              | 8                              | 25                             | 30                             | -5                             | 43                             |                                |                                |
| 11 | Palmeiras                      | 25                             | 19                             | 6                              | 7                              | 6                              | 31                             | 32                             | -1                             | 43                             |                                |                                |
| 12 | Mogi Mirim*                    | 24                             | 19                             | 7                              | 3                              | 9                              | 22                             | 35                             | -13                            | 42                             |                                |                                |
| 13 | Ituano*                        | 22                             | 19                             | 6                              | 4                              | 9                              | 23                             | 37                             | -14                            | 38                             |                                |                                |
| 14 | Mirassol                       | 22                             | 19                             | 5                              | 7                              | 7                              | 24                             | 27                             | -3                             | 38                             |                                |                                |
| 15 | Paulista*                      | 20                             | 19                             | 6                              | 2                              | 11                             | 23                             | 32                             | -9                             | 35                             |                                |                                |
| 16 | Bragantino                     | 20                             | 19                             | 5                              | 5                              | 9                              | 37                             | 42                             | -5                             | 35                             |                                |                                |
| 17 | Rio Claro                      | 19                             | 19                             | 5                              | 4                              | 10                             | 24                             | 34                             | -10                            | 33                             |                                |                                |
| 18 | Monte Azul                     | 15                             | 19                             | 3                              | 6                              | 10                             | 23                             | 41                             | -18                            | 26                             |                                |                                |
| 19 | Sertãozinho*                   | 14                             | 19                             | 3                              | 5                              | 11                             | 24                             | 41                             | -17                            | 24                             |                                |                                |
| 20 | Rio Branco*                    | 12                             | 19                             | 2                              | 6                              | 11                             | 17                             | 36                             | -19                            | 21                             |                                |                                |
| Pts — Pontos ganhos; J — Jogos; V - Vitórias; E - Empates; D - Derrotas; GP — Gols pró; GC — Gols contra; SG — Saldo de gols; % - Aproveitamento de pontos; M - Movimentação em relação a rodada anterior |                                |                                |                                |                                |                                |                                |                                |                                |                                |                                |                                |                                |

|  |                                                        |
|  | Zona de classificação à fase final                     |
|  | Zona de classificação à disputa de Campeão do Interior |
|  | Zona de rebaixamento à Série A2 de 2011                |

* Ocuparam 7 vagas da Copa Paulista de Futebol de 2010. As 4 vagas restantes foram repassadas a times da Série A3.

### Confrontos
Para ler a tabela, a linha horizontal representa os jogos da equipe como mandante. A coluna vertical indica os jogos da equipe como visitante.
Jogos da próxima rodada estão em vermelho.
Jogos "clássicos" estão em negrito.
Resultados estão em azul.
|             | BOT | BRA | COR | ITU | MIR | MMI | MAZ | OES | PAL | PAU | PPR | POR | PRU | RBR | RCL | SAD | SAN | SER | SCT | SPA |
| ----------- | --- | --- | --- | --- | --- | --- | --- | --- | --- | --- | --- | --- | --- | --- | --- | --- | --- | --- | --- | --- |
| Botafogo    | —   | *   | *   | 0–0 | *   | 3–0 | 2–1 | 2–1 | 1–1 | *   | 1–0 | *   | *   | *   | *   | *   | 2–4 | 3–1 | 1-0 | *   |
| Bragantino  | 2-0 | —   | *   | 3–4 | *   | *   | 1-1 | 4–0 | 2–3 | *   | *   | 1–1 | 2–3 | 4–3 | *   | *   | *   | *   | 2-3 | 1–0 |
| Corinthians | 1-1 | 2–1 | —   | *   | 1–1 | *   | 1–1 | *   | 1–0 | 0–1 | *   | *   | *   | 0-0 | 5–1 | 2–1 | *   | 4–0 | *   | 4–3 |
| Ituano      | *   | *   | 0–2 | —   | 4–0 | *   | *   | *   | *   | 1-0 | 1-1 | *   | 0–4 | *   | *   | 1–2 | *   | 1-0 | 0–1 | 0–1 |
| Mirassol    | 1–1 | 3–0 | *   | *   | —   | 1–0 | *   | 1-1 | *   | *   | *   | 0–1 | 2–2 | *   | 1–2 | *   | 1-2 | *   | 0–3 | 1–1 |
| Mogi Mirim  | *   | 1–1 | 0–3 | 3–0 | *   | —   | *   | 1–3 | *   | 1-0 | 1–0 | *   | *   | 2–2 | *   | 3–2 | 2–1 | *   | *   | *   |
| Monte Azul  | *   | *   | 1–1 | 2–2 | 1-2 | 5–3 | —   | *   | 0–1 | 2–3 | *   | 0–4 | *   | *   | 3-2 | *   | *   | 5–2 | *   | *   |
| Oeste       | *   | *   | 1–2 | 2–0 | *   | *   | 2–2 | —   | *   | 2–2 | *   | 1–2 | 1-1 | 3–1 | *   | *   | *   | 2–1 | *   | 0-0 |
| Palmeiras   | *   | *   | *   | 3–3 | 1–1 | 5–1 | *   | 0–0 | —   | *   | 0—2 | 1–1 | *   | 2–2 | 1–0 | 1-4 | 4-3 | 3-2 | 1–4 | 2-0 |
| Paulista    | 1–0 | 2–2 | *   | *   | 0–2 | *   | *   | *   | 3–1 | —   | 0–1 | *   | 1–2 | 1–0 | 2–1 | *   | 2-3 | *   | *   | *   |
| Ponte Preta | *   | 4–3 | 2–1 | *   | 1–3 | *   | 2–1 | 1-3 | *   | *   | —   | 2–1 | *   | *   | 2–2 | 1–1 | *   | 2–3 | *   | 0-2 |
| Portuguesa  | 1–2 | *   | 1–1 | 2–3 | *   | 0–1 | *   | *   | *   | 2-1 | *   | —   | 1–2 | *   | 3-1 | *   | 1–1 | 2–0 | 1–0 | *   |
| Prudente    | 0–4 | *   | 2–0 | *   | *   | 3–0 | 1–0 | *   | 2–2 | *   | 3-1 | *   | —   | 2-0 | 3–2 | 1-3 | *   | *   | 1–0 | *   |
| Rio Branco  | 1–0 | *   | *   | 1-2 | 2-2 | *   | 0–0 | *   | 2–2 | *   | 1–2 | 0–2 | *   | —   | *   | 1–4 | 0–4 | *   | *   | *   |
| Rio Claro   | 1–3 | 1–3 | *   | 1–0 | *   | 0-0 | *   | 0–1 | 1-0 | *   | *   | *   | *   | 3–0 | —   | 1–1 | *   | *   | 3–1 | *   |
| Santo André | 4-1 | 4–1 | *   | *   | 2–1 | *   | 3–0 | 2–2 | *   | 4–2 | *   | 2-0 | *   | *   | *   | —   | 1–2 | *   | 2–2 | 1–3 |
| Santos      | *   | 6–3 | 2-1 | 9–1 | *   | *   | 5–0 | 2–0 | 3-4 | *   | 1–1 | *   | 5–0 | *   | 2–1 | *   | —   | 4–2 | *   | *   |
| Sertãozinho | *   | 1-1 | *   | *   | 2–1 | 2-3 | *   | *   | *   | 3–2 | *   | *   | 1–1 | 0–0 | 1–1 | 2–3 | *   | —   | *   | 2–2 |
| São Caetano | *   | *   | 0-1 | *   | *   | 1-0 | 2–2 | 2–2 | *   | 2–0 | 2–0 | *   | *   | 1–2 | *   | *   | 1–3 | 5–1 | —   | *   |
| São Paulo   | 5–0 | *   | *   | *   | *   | 3–0 | 5-1 | *   | *   | 3–0 | *   | 1–3 | 3–1 | 2–1 | 3–0 | *   | 1–2 | *   | 3–0 | —   |

### Desempenho por rodada
Clubes que lideraram o campeonato ao final de cada rodada:
| 1   | 2   | 3   | 4   | 5   | 6   | 7   | 8   | 9   | 10  | 11  | 12  | 13  | 14  | 15  | 16  | 17  | 18  | 19  |
| PAL | POR | SCT | PAL | COR | SAN | SAN | SAN | SAN | SAN | SAN | SAN | SAN | SAN | SAN | SAN | SAN | SAN | SAN |

Clubes que ficaram na última posição do campeonato ao final de cada rodada:
| 1   | 2   | 3   | 4   | 5   | 6   | 7   | 8   | 9   | 10  | 11  | 12  | 13  | 14  | 15  | 16  | 17  | 18  | 19  |
| RBR | RCL | RCL | SER | OES | OES | SER | MAZ | MAZ | SER | SER | SER | SER | SER | SER | SER | SER | RBR | RBR |

## Fase final
|  | Semifinais      | Semifinais  | Semifinais | Semifinais |   |         | Final | Final | Final | Final |
|  |                 |             |            |            |   |         |       |       |       |       |
|  | São Paulo       | 2           | 0          | 2          |   |         |       |       |       |       |
|  | Santos          | 3           | 3          | 6          |   |         |       |       |       |       |
|  | Santos          | 3           | 3          | 6          |   | Santos* | 3     | 2     | 5     |       |
|  |                 |             |            |            |   | Santos* | 3     | 2     | 5     |       |
|  |                 | Santo André | 2          | 3          | 5 |         |       |       |       |       |
|  | Grêmio Prudente | Santo André | 2          | 3          | 5 | 1       | 2     | 3     |       |       |
|  | Grêmio Prudente |             |            |            |   | 1       | 2     | 3     |       |       |
|  | Santo André*    | 2           | 1          | 3          |   |         |       |       |       |       |

* Vencedor do confronto pela melhor campanha na 1ª fase.

### Semifinal

#### Primeiro jogo
| 11 de abril de 2010 | São Paulo                    | 2 — 3 | Santos                                         | Estádio do Morumbi, São Paulo            |
| 16 horas            | Hernanes 52' · Dagoberto 66' |       | 25' Júnior César (GC) · 40' André · 89' Durval | Público: 35 695 Árbitro: Marcelo Rogério |

| 11 de abril de 2010 | Grêmio Prudente | 1 — 2 | Santo André                      | Estádio Prudentão, Presidente Prudente          |
| 18h30               | Diego 41'       |       | 49' Branquinho · 57' Rodriguinho | Público: 10 919 Árbitro: Rodrigo Martins Cintra |

#### Segundo jogo
| 18 de abril de 2010 | Santos                              | 3 — 0 | São Paulo | Estádio Vila Belmiro, Santos                       |
| 16 horas            | Neymar 60' · Neymar 82' · Ganso 85' |       |           | Público: 13 785 Árbitro: José Henrique de Carvalho |

| 18 de abril de 2010 | Santo André     | 1 - 2 | Grêmio Prudente                 | Estádio Bruno José Daniel, Santo André     |
| 18h30               | Renato Dias 35' |       | 16' Tadeu · 43' Marcos Assunção | Público: 11 855 Árbitro: Rodrigo Braghetto |

### Final

#### Primeiro jogo
| 25 de abril de 2010 | Santo André                       | 2 — 3 | Santos                              | Estádio do Pacaembu, São Paulo                   |
| 16 horas            | Bruno César 36' · Rodriguinho 83' |       | 57' André · 61' Wesley · 69' Wesley | Público: 33 354 Árbitro: Paulo Cesar de Oliveira |

#### Segundo jogo
| 2 de maio de 2010 | Santos                 | 2 — 3 | Santo André                         | Estádio do Pacaembu, São Paulo                         |
| 16 horas          | Neymar 7' · Neymar 31' |       | 1' Nunes · 19' Alê · 44' Branquinho | Público: 35 001 Árbitro: Sálvio Spínola Fagundes Filho |

| Campeão Paulista 2010 |
| --------------------- |
| SANTOS (18º título)   |

## Seleção do campeonato
| Posição          | Jogador     | Clube           |
| Goleiro          | Júlio César | Santo André     |
| Lateral-direito  | Wesley      | Santos          |
| Zagueiro         | Edu Dracena | Santos          |
| Zagueiro         | Miranda     | São Paulo       |
| Lateral-esquerdo | R. Carlos   | Corinthians     |
| Volante          | Arouca      | Santos          |
| Volante          | M. Assunção | Grêmio Prudente |
| Meia             | Ganso       | Santos          |
| Atacante         | Robinho     | Santos          |
| Atacante         | Neymar      | Santos          |
| Atacante         | Rodriguinho | Santo André     |
| ---------------- | ----------- | --------------- |

- Craque do Campeonato: Neymar (Santos)

Fonte:

## Artilharia
| 16 gols (1) - Ricardo Bueno (Oeste) 15 gols (1) - Rodriguinho (Santo André) 14 gols (1) - Neymar (Santos) 13 gols (1) - André (Santos) 11 gols (2) - Héverton (Portuguesa) - Paulo Henrique Ganso (Santos) 10 gols (2) - Eduardo (São Caetano) - Robert (Palmeiras) 9 gols (2) - Geovane (Mogi Mirim) - Tadeu (Prudente) 8 gols (2) - Hugo (São Caetano) - Paulinho (Bragantino) 7 gols (6) - Borebi (Monte Azul) - Branquinho (Santo André) - Bruno César (Santo André) - Diego Souza (Palmeiras) - Frontini (Bragantino) - William (Botafogo) 6 gols (11) - Dentinho (Corinthians) - Edu Sales (Rio Claro) - Felipe (Paulista) - Finazzi (Ponte Preta) - Hernanes (São Paulo) - Lins (Mirassol) - Mendes (Sertãozinho) - Washington (São Paulo) - Welton (Ituano) - Wesley (Santos) - Zé Eduardo (Santos) 5 gols (12) - André Neles (Botafogo) - Anselmo Ramon (Rio Branco) - Bahiano (Paulista) - Cleiton (Palmeiras) - Dagoberto (São Paulo) - Evando (Mirassol) - Marcos Assunção (Prudente) - Marquinhos (Santos) - Osny Almeida Pereira (Rio Claro) - Robinho (Santos) - Thiago Silvy (Sertãozinho) - Wanderley (São Caetano) 4 gols (15) - Ademir Sopa (Botafogo) - Araujo (Prudente) - Diego Macedo (Bragantino) - Fabiano Gadelha (Ponte Preta) - Fernandinho (São Paulo) - Kléber (Oeste) - Leo Jaime (Bragantino) - Luiz (Portuguesa) - Madson (Santos) - Marco Antônio (Portuguesa) - Nunes (Santo André) - Pablo Escobar (Mirassol) - Rodrigão (Ituano) - Wesley Morais (Prudente) - Zulu (Mogi Mirim) 3 gols (17) - Diego Jussani (Ponte Preta) - Éder (Mirassol) - Elias (Corinthians) - Flavinho (Prudente) - Jackson (Rio Claro) - Jorge Henrique (Corinthians) - Leandrinho (Ponte Preta) - Lincon (Ituano) - Lucio (Bragantino) - Maurício (Bragantino) - Ricardo Lopes (Sertãozinho) - Roberto (Corinthians) - Rodrigo Souto (São Paulo) - Rogério Ceni (São Paulo) - Ronaldo (Corinthians) - Willian (Paulista) - Xuxa (Botafogo) | 2 gols (44) - Alemão (Ituano) - Antoniel (Mogi Mirim) - Barboza (Paulista) - César Augusto (Santo André) - Chicão (Corinthians) - Cléber Carioca (Monte Azul) - Deyvid Sacconi (Palmeiras) - Diego (Prudente) - Diogo (Mirassol) - Domingos (Portuguesa) - Edmilson (Monte Azul) - Éverton Ribeiro (São Caetano) - Fabrício (Portuguesa) - Fernandes (São Caetano) - Flávio (Rio Branco) - Genison (Rio Claro) - Guilherme (Ponte Preta) - Iarley (Corinthians) - Jefferson (Prudente) - Jucilei (Corinthians) - Juninho (Ituano) - Juninho Quixada (Bragantino) - Lenny (Palmeiras) - Leo (Palmeiras) - Leo Lima (São Paulo) - Léo Oliveira (Ponte Preta) - Lopes (Monte Azul) - Luciano (Rio Claro) - Luis Mario (Mogi Mirim) - Marcelinho (Monte Azul) - Marcelinho (São Paulo) - Marcelo Batatais (São Caetano) - Mazola (Paulista) - Mirandinha (Rio Claro) - Nando (Mogi Mirim) - Otacilio Neto (Ponte Preta) - Pablo (Sertãozinho) - Rafael Silva (Santo André) - Ricardinho (Oeste) - Ricardo (Botafogo) - Ricardo Conceição (Santo André) - Robson (Prudente) - Rodriguinho (Bragantino) - Souza (Corinthians) 1 gols (118) - Adriano Pardal (Botafogo) - Adriano (Oeste) - Airton (Rio Branco) - Ale (Santo André) - Alex Sandro (Santos) - Alex Terra (Rio Branco) - André (Botafogo) - André Dias (São Paulo) - André Luis (São Paulo) - Ataíde (Ituano) - Biscayzacú (Portuguesa) - Bruno (Santo André) - Cascata (Sertãozinho) - Cássio (Botafogo) - Cléber Santana (São Paulo) - Da Silva (Bragantino) - Danilo (Bragantino) - Danilo (Corinthians) - Danilo (Palmeiras) - Danilo Neco (Ponte Preta) - David (Prudente) - Deda (Ponte Preta) - Diogo (Monte Azul) - Dionisio (Oeste) - Durval (Santos) - Edno (Corinthians) - Eli Sabiá (Paulista) - Éverton (Sertãozinho) - Ewerthon (Palmeiras) - Fábio (São Caetano) - Felipe (Rio Branco) - Fernando Gabriel (Mogi Mirim) - Ferrari (Monte Azul) - Ferreira (Mirassol) - Fred (Sertãozinho) - Freire (Botafogo) - Germano (Santos) - Gérson (Mirassol) - Gil (Santo André) - Giovanni (Santos) - Glauber (Portuguesa) - Guto (Oeste) - Harison (Sertãozinho) - Henrique (São Paulo) - Henrique Dias (Prudente) | - Indio (Rio Branco) - Jairo (São Caetano) - Jean (Ponte Preta) - Jean (São Paulo) - Jean Natal (Portuguesa) - João Henrique (Botafogo) - João Leonardo de Paula Reginato (Ituano) - João Paulo (Sertãozinho) - Jobinho (Rio Branco) - Jonas (Botafogo) - Jorge Wágner (São Paulo) - Julinho (Paulista) - Júnior César (São Paulo) - Leandro Amaro (Botafogo) - Léo Mineiro (Sertãozinho) - Lincoln (Palmeiras) - Luciano Emilio (Rio Branco) - Luciano Mandi (São Caetano) - Luis Ricardo (Portuguesa) - Luiz (Rio Claro) - Luiz Eduardo (Ituano) - Maikon (Santos) - Malaquias (Botafogo) - Marcel (Santo André) - Marcel (Santos) - Marcelinho (Monte Azul) - Marcelo (Bragantino) - Marcelo Mattos (Corinthians) - Marcelo Oliveira (Prudente) - Marcelo Soares (Ponte Preta) - Márcio Santos (Paulista) - Marco (Paulista) - Marlos (São Paulo) - Mauro (Monte Azul) - Mazinho (Oeste) - Miranda (São Paulo) - Moradei (São Caetano) - Muller (Sertãozinho) - Nelinho (Rio Claro) - Neneca (Oeste) - Pará (Santos) - Paulo Andre (Corinthians) - Pedro Henrique (Rio Claro) - Perone (Mirassol) - Pio (Santo André) - Rafael (Corinthians) - Rafael Fefo (Monte Azul) - Rafael Silva (Portuguesa) - Rai (Mogi Mirim) - Renato (Santo André) - Ricardo Goulart (Santo André) - Richarlyson (São Paulo) - Rivaldo (Oeste) - Robert (Mirassol) - Rodrigão (Santo André) - Roger (São Paulo) - Romarinho (Rio Branco) - Roque Júnior (Ituano) - Samuel (Paulista) - Serginho (Rio Branco) - Silvio (Monte Azul) - Simão (Ituano) - Thiago Gomes (Portuguesa) - Toninho (Santo André) - Ueta (Monte Azul) - Vinicius (Mogi Mirim) - Vinicius (Rio Branco) - Washington (Sertãozinho) - Wendel (Santo André) - Willian (Rio Claro) - Willian José (Prudente) - Wilton Goiano (Wilton Ferreira de Oliveira) (Oeste) gol contra (11) - Acleisson (Portuguesa) - Alex Silva (São Paulo) - Anderson Paim (Mirassol) - Cris (Monte Azul) - Danilo (Palmeiras) - Diego (Prudente) - Glauber (São Caetano) - Gustavo (Bragantino) - Jean (Ituano) - Júnior César (São Paulo) - Márcio Santos (Paulista) - Marcus Vinicius (Sertãozinho) - Nene (Bragantino) - Rogério (Oeste) - Zulu (Mogi Mirim) |

Fonte: Federação Paulista de Futebol

## Maiores públicos
| Nº | Público* | Mandante    | Placar | Visitante   | Local           | Data            |
| -- | -------- | ----------- | ------ | ----------- | --------------- | --------------- |
| 1  | 35.695   | São Paulo   | 2–3    | Santos      | Morumbi         | 11 de abril     |
| 2  | 35.001   | Santos      | 2–3    | Santo André | Pacaembu        | 2 de maio       |
| 3  | 33.354   | Santo André | 2–3    | Santos      | Pacaembu        | 25 de abril     |
| 4  | 32.179   | Corinthians | 2–1    | Bragantino  | Pacaembu        | 20 de janeiro   |
| 5  | 32.001   | Santos      | 2–1    | Rio Claro   | Pacaembu        | 14 de fevereiro |
| 6  | 28.587   | Corinthians | 1–0    | Palmeiras   | Pacaembu        | 31 de janeiro   |
| 7  | 25.294   | Monte Azul  | 1–1    | Corinthians | Santa Cruz      | 16 de janeiro   |
| 8  | 18.074   | São Paulo   | 1–3    | Portuguesa  | Morumbi         | 17 de janeiro   |
| 9  | 16.780   | Corinthians | 4–0    | Sertãozinho | Pacaembu        | 6 de fevereiro  |
| 10 | 16.525   | Palmeiras   | 5–1    | Mogi Mirim  | Palestra Itália | 16 de janeiro   |

*Considera-se apenas o público pagante.